# Voie Sacré
Landevej mellem Bar-le-Duc og Verdun i Nordøstfrankrig. Det var i Første Verdenskrig den eneste åbne vej ind til Verdun og dens forter, som militærtransporterne, var tvunget til at bruge, under slaget om byen. Navnet er afledt af Via Sacra i Rom og skal ses i sammenhæng med Verduns betydning for fransk selvforståelse.